# Andrea Baroni Peretti Montalto
Andrea Baroni Peretti Montalto (* 1573 in Montalto delle Marche; † 13. August 1629 in Rom; auch Andrea Baroni Peretti) war ein italienischer Kardinal.

## Leben

### Herkunft und frühe Jahre

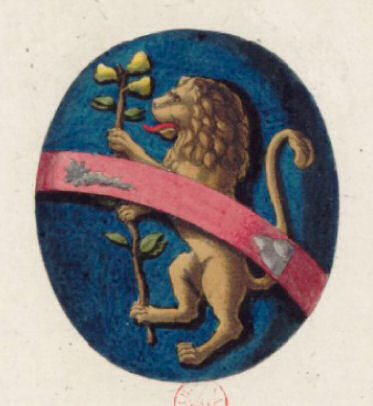
Wappen des Hauses Peretti Montalto

Er wurde geboren als Sohn des Domizio Baroni Mattei und dessen Ehefrau Fiore Costantini Peretti und war ein entfernter Cousin von Kardinal Felice Peretti di Montalto, dem späteren Papst Sixtus V. Andrea Baroni, so sein ursprünglicher Name, wurde am Hof des Kardinals erzogen und von der Familie Peretti adoptiert, daher führte er den Nachnamen Baroni Peretti und galt familienrechtlich als Neffe des Papstes. 1588 wurde er Apostolischer Protonotar.

### Kardinal
Papst Clemens VIII. kreierte ihn im Konsistorium vom 5. Juni 1596 zum Kardinaldiakon. Den roten Hut erhielt Andrea Baroni Peretti am 8. Juni desselben Jahres, und am 21. Juni 1596 wurde ihm Santa Maria in Domnica als Titeldiakonie zuerkannt. Er optierte am 15. März 1600 zur Titeldiakonie Sant’Angelo in Pescheria. Andrea Baroni Peretti war Teilnehmer des ersten Konklave von 1605, das Papst Leo XI. wählte. Kurz darauf nahm er auch am zweiten Konklave von 1605 teil, aus dem Paul V. als Papst hervorging. Am 13. November 1617 optierte er zur römischen Diakonie Sant’Eustachio. 1621 wurde er Kardinalprotodiakon und optierte am 11. Januar desselben Jahres zur Diakonie Santa Maria in Via Lata. Andrea Baroni Peretti war Teilnehmer des Konklave 1621, das Gregor XV. zum Papst erwählte und den Kardinal Andrea Baroni Peretti krönte. Am 5. Mai 1621 optierte er zur Kardinalsklasse der Kardinalpriester, seine Titelkirche wurde Sant’Agnese in Agone. Bereits am 24. Oktober desselben Jahres wechselte er zur Titelkirche San Lorenzo in Lucina und wurde Kardinalprotopriester. Er nahm am Konklave 1623 zwar teil, musste das Konklave aber am 3. August vorzeitig verlassen und war daher nicht an der Wahl von Urban VIII. drei Tage später beteiligt.

### Bischofsämter und Tod
Andrea Baroni Peretti optierte am 16. September 1624 zur Kardinalsklasse der Kardinalbischöfe und zum suburbikarischen Bistum Palestrina. Die Bischofsweihe spendete ihm am 30. November 1624 in Rom Sebastiano Poggio, vormaliger Bischof von Ripatransone; Mitkonsekratoren waren Lorenzo Azzolini, Bischof von Ripatransone, und Giovanni Galli, Bischof von Ancona. Am 2. März 1626 optierte Andrea Baroni Peretti zum suburbikarischen Bistum Albano und am 14. April 1627 auf den suburbikarischen Sitz von Frascati.
Er starb nach kurzer Krankheit in Rom. Beigesetzt wurde er zu Füßen des Grabmals von Sixtus V. in der Basilika Santa Maria Maggiore.